# Apostolski vikarijat
Apostolski vikarijat ili apostolska prefektura određeni je dio teritorija na kojem, zbog posebnih okolnosti, još nije ustanovljena biskupija. Pastoralnu brigu vodi apostolski vikar ili apostolski prefekt koji njime upravlja u ime vrhovnog svećenika.